# 軽量Linuxディストリビューション
軽量Linuxディストリビューション（英語: lightweight Linux distribution）とは比較的限られた計算資源のみで動作するLinuxディストリビューションである。 
軽量ディストリビューションには明確な定義は無いが、実例としてAbsolute Linuxのポール・シャーマンは「軽量には2つの意味がある。古いハードウェアでも動作することと、OSインタフェースがユーザーの邪魔をしないことだ。」と述べている。

## 軽量と定義されるディストリビューション
軽量と定義されるディストリビューションには、インストールする際に必要とする要求スペックやメモリ量が低いおよび少ないのが特徴。数世代前のCPUで動作するものも存在する。詳細は英語版を参照してください。

GNU/Linux Distro Timeline, 様々に派生したLinuxディストリビューションの系統樹。

### Debian派生
- CrunchBang Linux (開発終了)
- Damn Small Linux - 「486DXと16MBのRAM容量で十分」[2][3]。KNOPPIXから派生。
- WindOS - Debianを基盤としたライブディストリビューション。起動時のイニシャルメモリ消費量が60MB以下。開発が停滞している[4]。

#### Ubuntu派生
- Bodhi Linux - Ubuntu 10.04を基盤にした軽量で最小限のディストリビューション[5]。
- LinuxBean - 日本発、初心者でも使いやすい軽量ディストリビューション[6]。
- Linux Lite（英語版） - Ubuntu LTS（長期サポート版）を基に開発。Xfce採用でアイコンや壁紙が美しい。アプリの追加や削除、WEBブラウザのキャッシュの削除なども容易。
- Linux Mint - Ubuntuを基盤に、洗練され、最新で快適なLinuxデスクトップを提供することを目標としている。ユーザー数はLinuxの中で第1位。
- Lubuntu - Ubuntuと比べて軽量[7]。
- Trisquel Mini - GNU FSDGに適合する100%自由ソフトで構成されたOS。
- Xubuntu - UbuntuやKubuntuと比較して軽量[8]。
  - ChaletOS[9][10][11] : Windowsに似た操作性で、Windowsアプリを動かすWineも標準搭載。Xubuntuから派生。開発終了。
  - Voyager[12][13][14] - Xubuntuを基盤としたフランスのOS。Xfce採用であるが、MacOS風の画面が美しい。32bit版と64bit版がある。
- XPUD - 64MBのディストリビューション[15]。
- Zorin OS : Windows風の操作性を提供するディストリビューション。Wine搭載でWindowsアプリも動作する。軽量なLite版もある。

### Slackwareベース
- Absolute Linux[1][16]
- SLAX - Slackwareを基盤としたOS。
  - Porteus[17] - 300MB以下
- Wolvix（フランス語版）[18]
- Zenwalk（英語版） - Slackwareを基盤としたOS。

### その他
- BasicLinux - Intel 386と3MBのRAM容量で動作する非常に軽量なディストリビューション[19][20]。
- Puppy Linux - 他のほとんどのLinuxディストリビューションと比較して軽量[21]。日本語化も可能[22][23]。
  - Lxpup[24] : Puppy Linuxを基盤に、デスクトップ環境をLXDEに置き換えたもの。
  - Yara OSX[25][26] - Puppy Linux派生。Xfceを採用したMacOS風の画面。
- Slitaz - 25MBのディストリビューション[2]。
- Tiny Core Linux - 11MBのディストリビューション[27]。
- Minimal Linux Live